# Willi Opitz
 Der er for få eller ingen kildehenvisninger i denne artikel, hvilket er et problem. Du kan hjælpe ved at angive troværdige kilder til de påstande, som fremføres i artiklen.

Willi Opitz (født 25. juli 1928 i Goddula-Vesta, død 20. marts 2011 i Potsdam) var en tysk jurist, generalmajor i Stasi og rektor for Stasis højskole.